# Cibot
Cibot (Cibotium) je jediný rod čeledi cibotovité kapradin z řádu cyateotvaré. Jsou to velké pozemní kapradiny s dvakrát zpeřenými rozměrnými listy. Rod zahrnuje asi 11 druhů a je rozšířen v Asii, Střední Americe a na Havaji.

## Popis
Ciboty jsou robustní pozemní kapradiny dorůstající výšky až 6 metrů. Oddenek je masivní, plazivý, vystoupavý nebo přímý. Vzrůstný vrchol a vytrvalé báze listů pokrývající oddenek jsou pokryté hustou vrstvou dlouhých, tenkých, měkkých chlupů. Cévní svazky jsou typu solenostélé nebo někdy diktyostélé, bez sklerenchymatické pochvy. Listy jsou rozměrné (obvykle 2 až 4 metry dlouhé), 2x zpeřené, v dospělosti lysé nebo na žilnatině chlupaté, nahloučené na vrcholu lodyhy, víceméně stejnotvaré, na rubu často sivé. Žilky jsou volné, jednoduché, vidličnatě větvené nebo zpeřené. Řapíky jsou dlouhé, hladké, na bázi nebo po celé délce pokryté chlupy.
Výtrusné kupky jsou jednotlivé na spodní straně listů, umístěné po straně na konci žilek, uložené v miskovitém útvaru a kryté dvouchlopňovou ostěrou. Spory jsou kulovitě čtyřstěnné, triletní, odlišné od spor ostatních zástupců řádu Cyatheales.

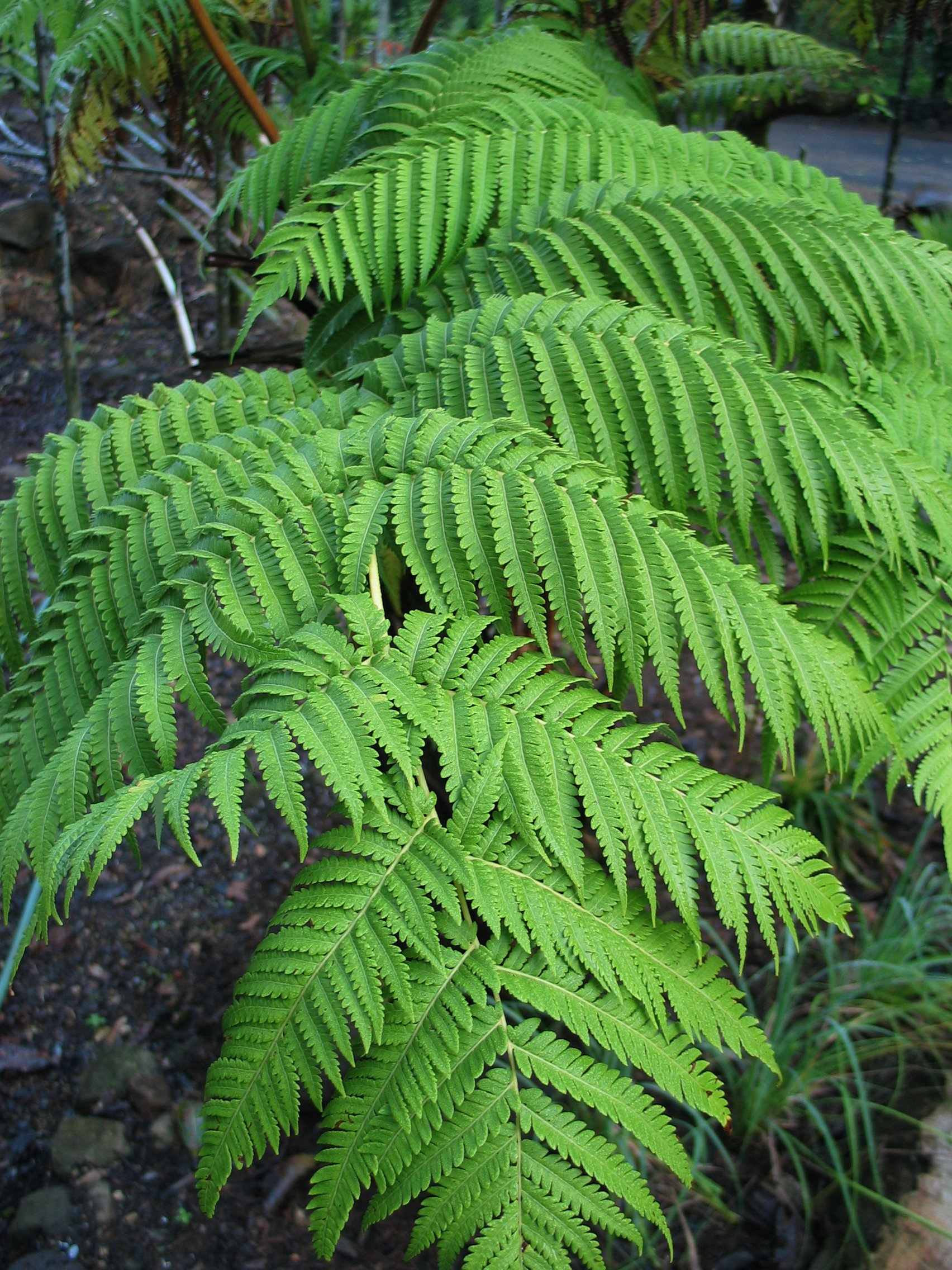
List Cibotium glaucum
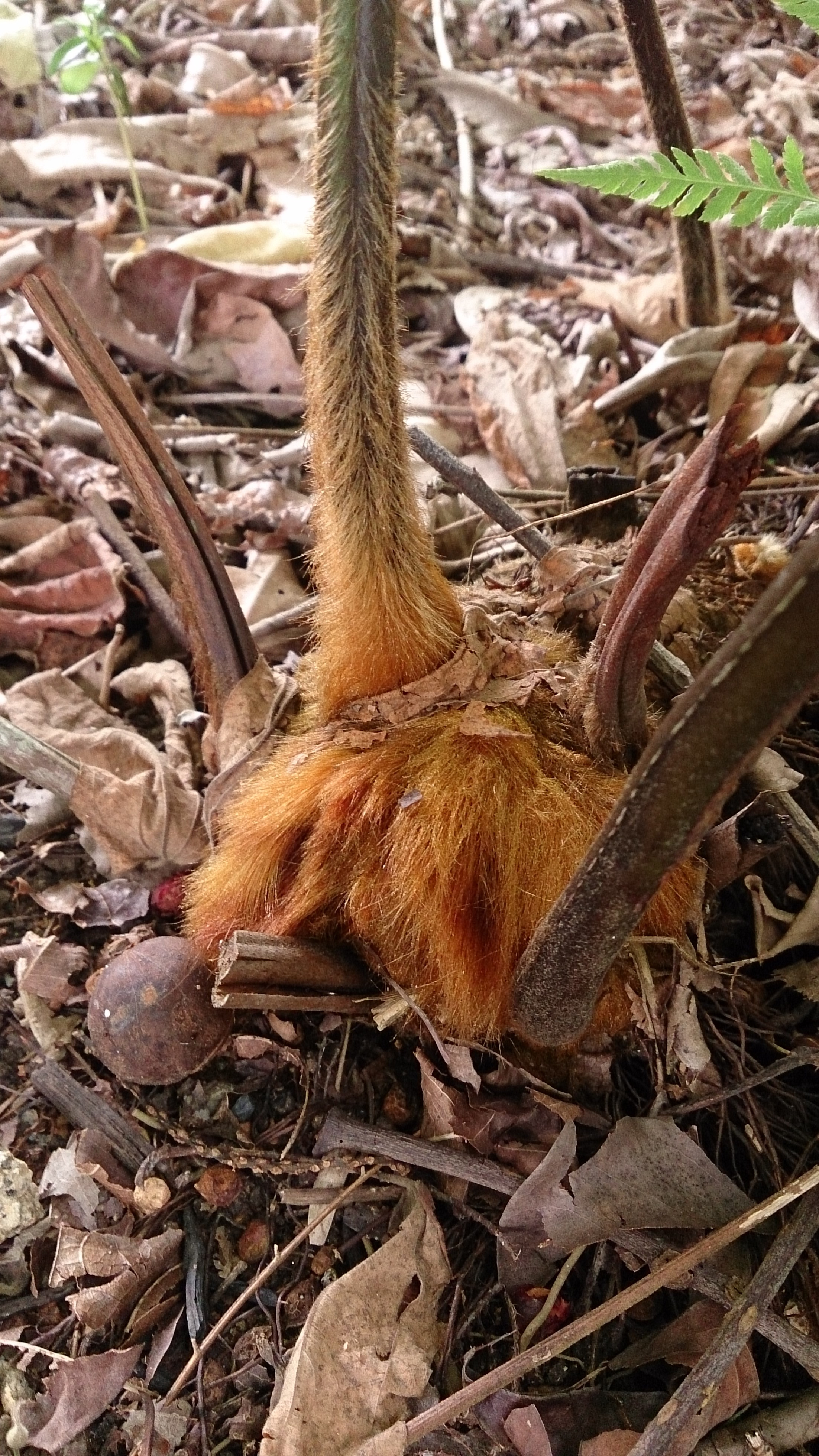
Vzrůstný vrchol Cibotium barometz
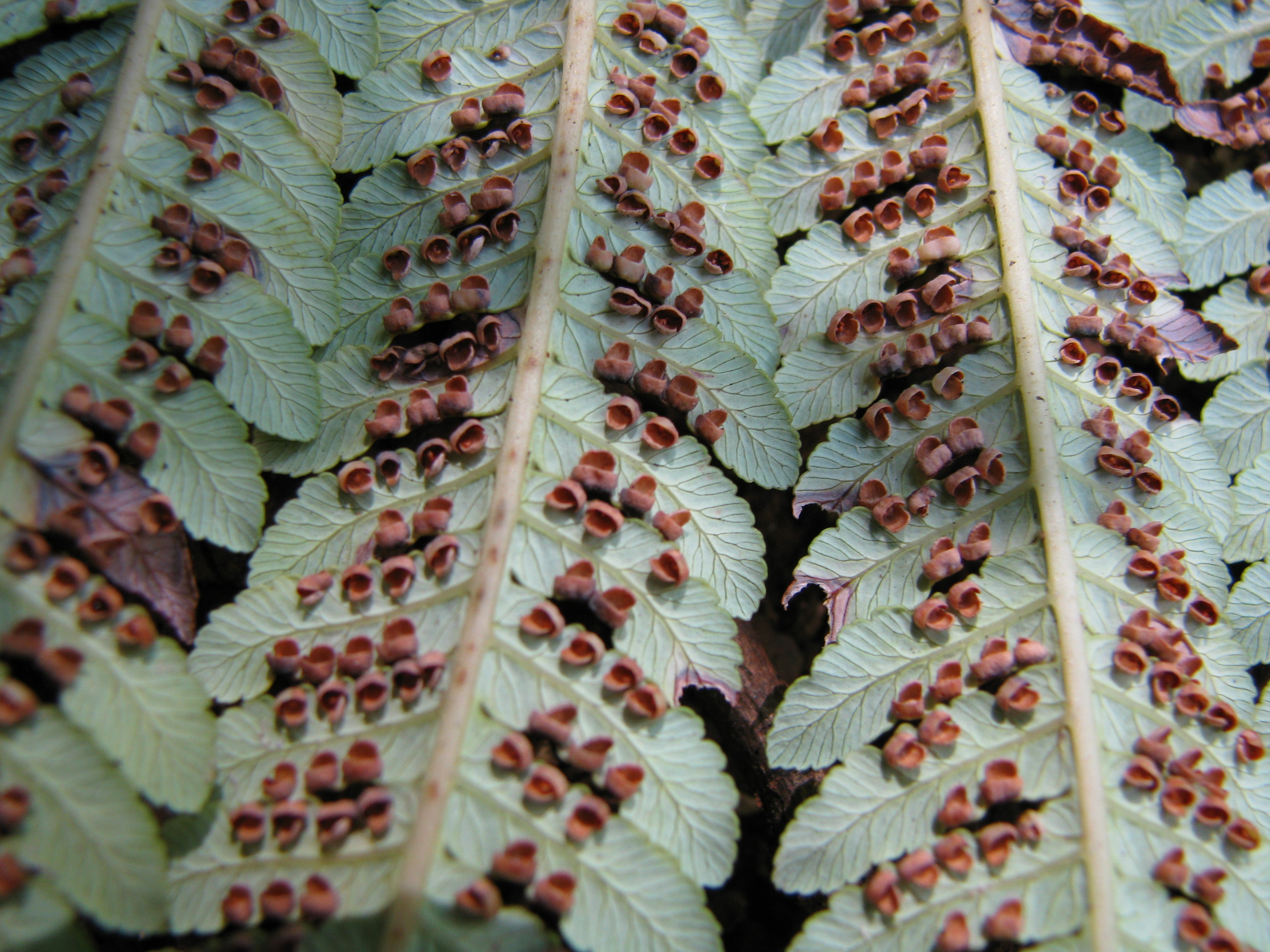
Detail výtrusných kupek Cibotium glaucum

## Rozšíření
Rod cibot zahrnuje asi 11 druhů. Je rozšířen ve východní a jihovýchodní Asii, ve Střední Americe, Mexiku a na Havaji. Největší počet druhů (celkem 6) roste na Havaji a všechny jsou endemické. V Asii rostou celkem 3 druhy, z nichž největší areál má druh Cibotium barometz, rozšířený od indického Assamu přes jižní Čínu po Indonésii.
Ve Střední Americe (včetně Mexika) rostou 2 druhy.

## Taxonomie
Čeleď Cibotiaceae je příbuzná čeledi Dicksoniaceae. Rod Cibotium byl do této nové čeledi vřazen v roce 2006 na základě výsledků fylogenetických studií. Do té doby byl řazen do čeledi Dicksoniaceae či Cyatheaceae.

## Význam
Ve sklenících botanických zahrad je nejčastěji pěstován druh Cibotium schiedei, pocházející z Mexika. V minulosti byl pěstován i v zimních zahradách honosných sídel. V roce 1969 bylo zjištěno, že extrakt z tohoto druhu má protirakovinné účinky. Další studie však zřejmě na tento objev již nenavazovaly.
Chlupy z oddenků cibotu jsou v Číně a Malajsii tradičně používány k zastavení krvácení při zevních zraněních. Místně se používají též v čalounictví a jako vycpávkový materiál.

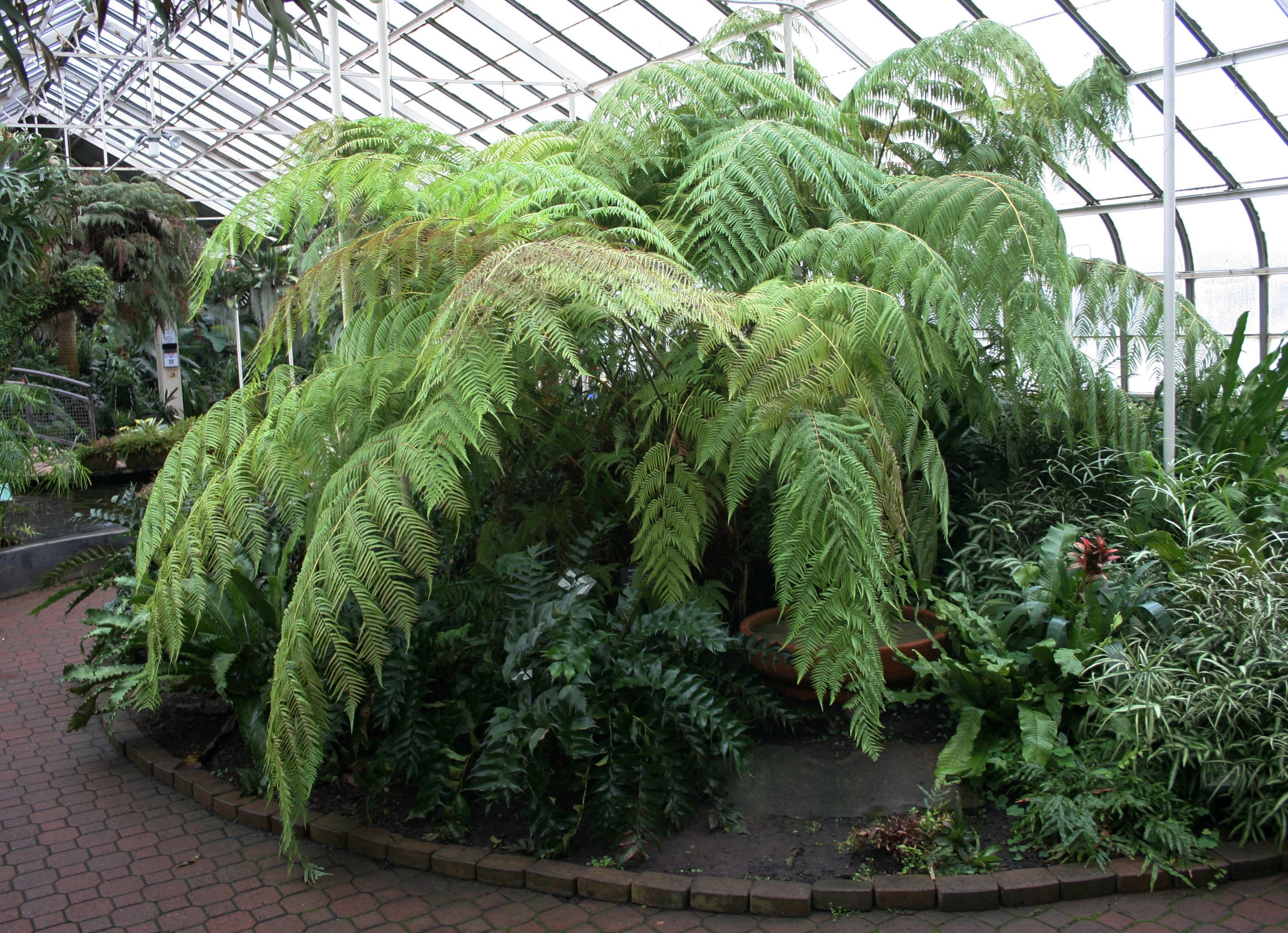
Cibotium schiedei v botanické zahradě v New Yorku
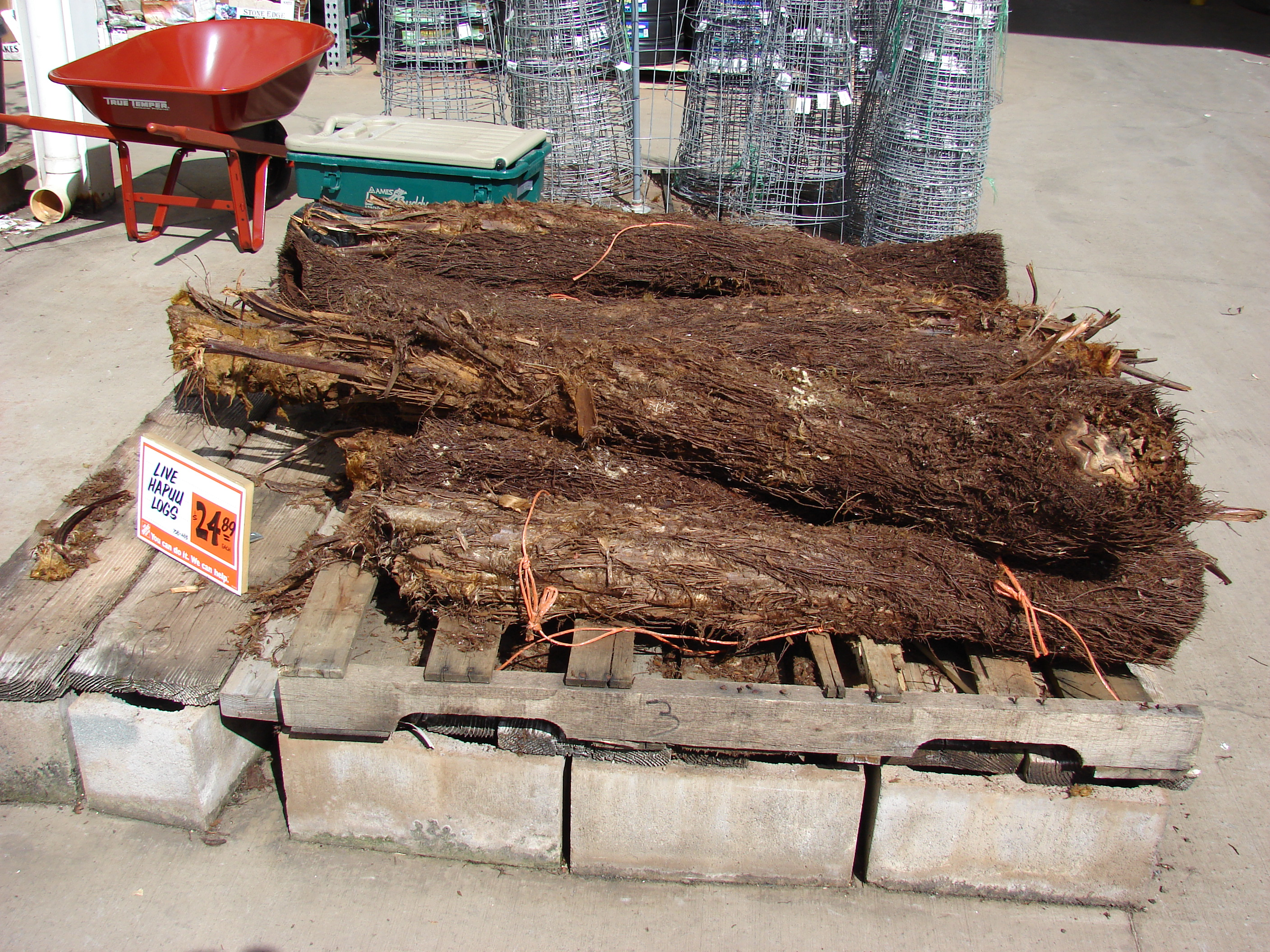
Kmeny cibotu v obchodě na Havaji